# Spinatwachtel
Der Begriff Spinatwachtel bezeichnet umgangssprachlich eine ältere oder alte Frau, der Schrulligkeit unterstellt wird oder die sich durch einen hageren, schmalen Körper auszeichnet. Der Begriff wird in abwertender Weise gebraucht.

## Etymologie
Der Begriff ist seit etwa 1850 bezeugt. Der Wortteil „Spinat“ stammt wahrscheinlich aus dem süddeutschen Dialekt und geht wohl auf die Redewendung „spinne(r)te Wachtel“ zurück. Das Wort spinne(r)t kann sowohl „verrückt“ (versponnen) als auch „(spindel-)dürr“ bedeuten. Die Wachtel ist metaphorisch zu verstehen und spielt auf die Vogelart an.
Die Brüder Grimm weisen den Wortgebrauch mit der Bedeutung „altes, grimmig aussehendes Weib“ aus dem Danziger Dialekt nach.

## Gebrauch
In der Umgangssprache hat der Ausdruck unterschiedliche Bedeutungen angenommen. So sind beispielsweise zahlreiche Kochrezepte nach der Spinatwachtel benannt. Ebenso hat die deutsche Band „Die Ärzte“ 1984 das Lied Die alte Spinatwachtel aufgenommen, in dem das Wort eindeutig abwertende Bedeutung hat.